# 列賓諾 (聖彼得堡)
列賓諾（俄语：Ре́пино）是俄罗斯圣彼得堡的一个地区，在芬兰语中曾被称为库奥卡拉（芬蘭語：Ре́пино）。1948年，该地以其最知名的居民伊利亚·列宾重新命名。列賓諾位于圣彼得堡市区西北30公里的卡累利阿地峽。2010年人口为2,478人。